# HAL 테자스
HAL 테자스(Tejas는 산스크리트어로 뜻은 '빛나는')는 인도의 HAL 과 ADA에서 MiG-21 등을 대체하기 위해 LCA(Light Combat Aircraft)프로젝트를 통해 만든 삼각익 형식의 단좌형 경전투기이다. 한국의 FA-50과 같은 추력의 엔진을 사용한다.
추력 11000파운드 엔진 1개를 사용하며, 삼각날개라는 점이, 1970년대에 개발되어 2011년 기준으로 프랑스 공군의 주력인 미라주 2000과 동일하다.

## 개발

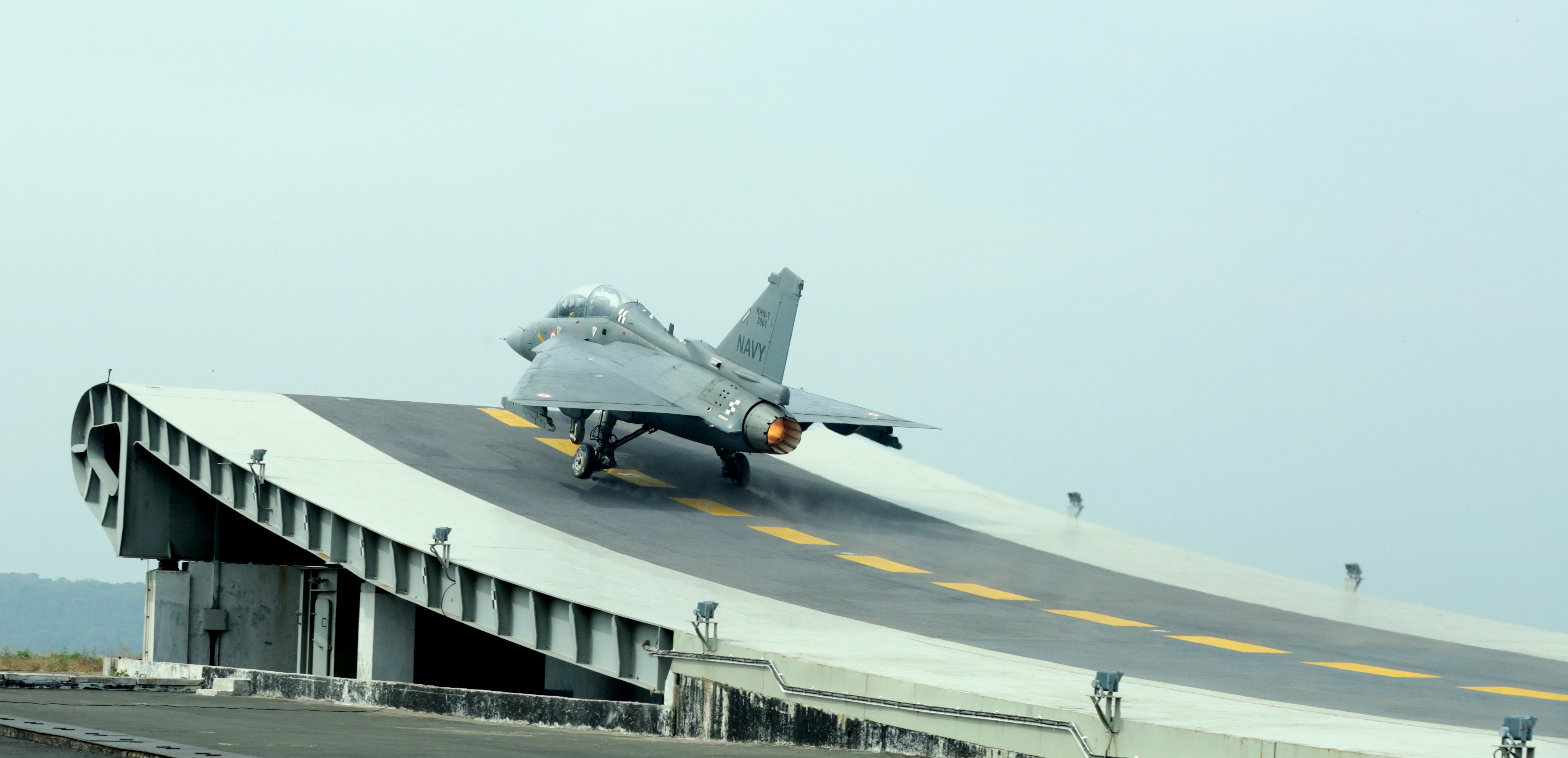
항공모함 버전

테자스는 1983년부터 20년이상 개발을 계속해 왔으나, 레이다 엔진 등의 국산화 추진때문에 개발 일정이 계속 지연되었다. 이로 인해 2001년에 초도 비행에 성공한 이후에도 여전히 개발 중에 있다. 국제적으로 선을 보인 것은 2016년 1월 21일 바레인 국제 에어쇼에서 2대의 기체를 선보였다.
무장 역시 인도산 무장을 많이 달고 있다. 아준 전차의 개발 지연에서 보듯이 인도 국방 산업의 고질적인 상례로 여겨진다. 최근 수입 항전장비와 레이다 엔진을 장착하면서 개발을 마무리 짓는 모습으로 2010년 말경 실전배치가 시작되어 200대 이상이 생산 예정에 있었다. 향후 항모 착함용까지 개발이 계획되어 있다. 국토가 넓고 환경이 다양한 인도에 맞게 고지대 고온 환경에서의 테스트를 거쳤다.
한국의 T-50/TA-50과는 달리 처음부터 전투기로 설계되었다.

## 주문량
- 인도 - 200대 구매를 추진 중이며, 2021년 1월 14일 테자스 마크 1A 83대를 내각안보위원회에서 구매 예산안 승인을 받았다. 이 주문 기체는 2024년 1월부터 2028년 12월까지 차례로 인도군에 인도될 예정이다.[2]

## 레이다
- 이스라엘 - EL-2052 160km

## 성능
인도산 자체엔진인 GTRE GTX-35VS kaveri를 개발해 장착예정이었지만, 엔진개발지연으로 인해 GE의 F404-GE-IN20(404엔진의 가장최신형인 추력 19100파운드, 프랑스가 기술협찬중)를 장착한체 개발을 수행중이며, 45%에 달하는 대량의 복합제 사용에도 불구하고 중량증가로 인한 추력부족으로 인해 2009년 10월 EJ200으로의 환착이 협상중에 있다. 자중증가는 삼각익의 특성으로, 테자스는 특히 대형의 삼각익을 가지고 있다.
레이다 역시 인도자체개발레이다를 장착예정이었지만, 멀티모드의 개발 지연 등으로 인해 여러 차례 레이다가 교체되었다. 현재는 이스라엘산 EL/M-2052 AESA 레이다로 생산예정으로 보인다.

### 테자스 Mk.1
레이다는 기계식인 EL/M-2032 레이다를 탑재해서 100km를 탐지할 수 있다. 한국 공군이 운용하는 경공격기 FA-50과 같은 레이다를 쓰고 있다. 항속거리 3,000km에 작전반경 500km이며, 최고속력 마하 1.8로 비행이 가능한 테자스 Mk 1 전투기는 한국 공군의 KF-16 전투기와 비교할 수 있다. 사거리 100km에 가까운 중거리 공대공 미사일로는 R-77 빔펠 미사일이나 인도가 개발한 아스트라 미사일, 이스라엘의 파이썬-5 미사일, 더비 미사일도 장착이 가능하다.

### 테자스 Mk.1A
테자스 Mk 1A 전투기엔 EL/M-2052 레이다가 탑재된다. 전자식 레이다인 EL/M-2052 레이다는 보다 더 넓은 범위를 탐지할 수 있는 고성능 레이다다. 1,100개의 모듈로 이루어진 이 AESA 레이다는 160km를 탐지할 수 있다.

## 훈련기
Tejas의 기종전환용 훈련기인 복좌형은 2009년 11월 26일 첫 비행을 시작하였다.
첫 비행에서 고도 9000m(29500ft), 마하 0.85를 달성하였다. 2010년말경 최초운용능력(IOC)를 확보예정이었으나, 2016년 1월 현재 겨우 100대의 주문을 받았다.

## 경쟁기체
인도의 군사적 경쟁국은 파키스탄과 중국이 있으며, 파키스탄으로부터 50%의 개발자금을 받은
중국은 FC-1을 개발하였다. 파키스탄에도 도입된 이 기체는 JF-17이라고 불린다.
JF-17은 윙-테일 형식의 전통적 형상을 가지고 있지만, 엔진추력이나 단좌형 인점은 Tejas와
유사하다.

## 제원 (HAL 테자스 Mk.1)
정보의 출처: tejas.gov.in, DRDO Techfocus, Aero India 2011
일반 특성
- 승무원: 1
- 길이: 13.20 m (43 ft 4 in)
- 날개폭: 8.20 m (26 ft 11 in)
- 높이: 4.40 m (14 ft 9 in)
- 날개면적: 38.4 m² (413 ft²)
- 공허중량: 6,560 kg (14,300 lb)
- 탑재중량: 9,500 kg[3] (20,944 lb)
- 최대이륙중량: 13,200 kg[3] (29,100 lb)
- 엔진: 1× 제너럴 일렉트릭 F404-GE-IN20 터보팬
  - 최대추력: 53.9 kN[6] (12,100 lbf)
  - 재연소시추력: 89.8 kN (20,200 lbf[7])
- Internal fuel capacity: 2,458 kg

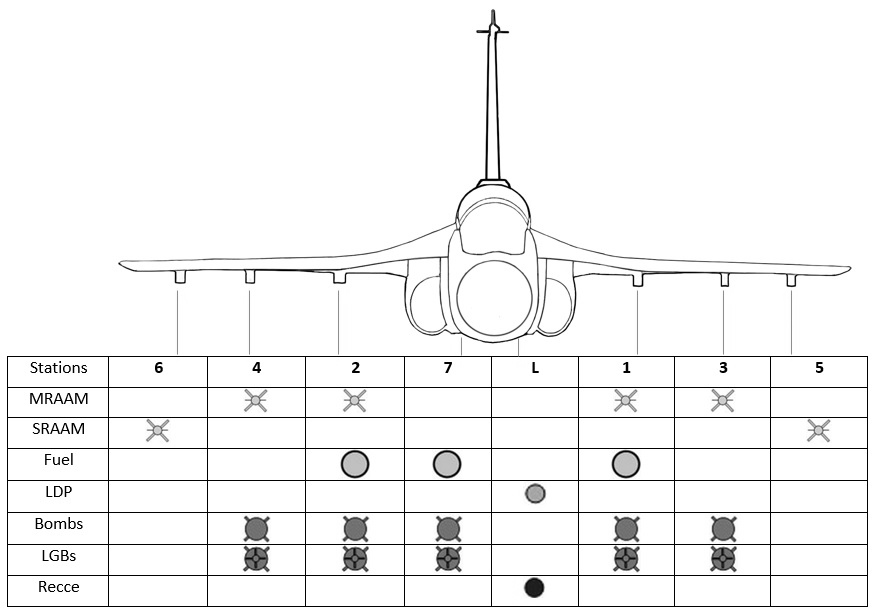
무기 장착점

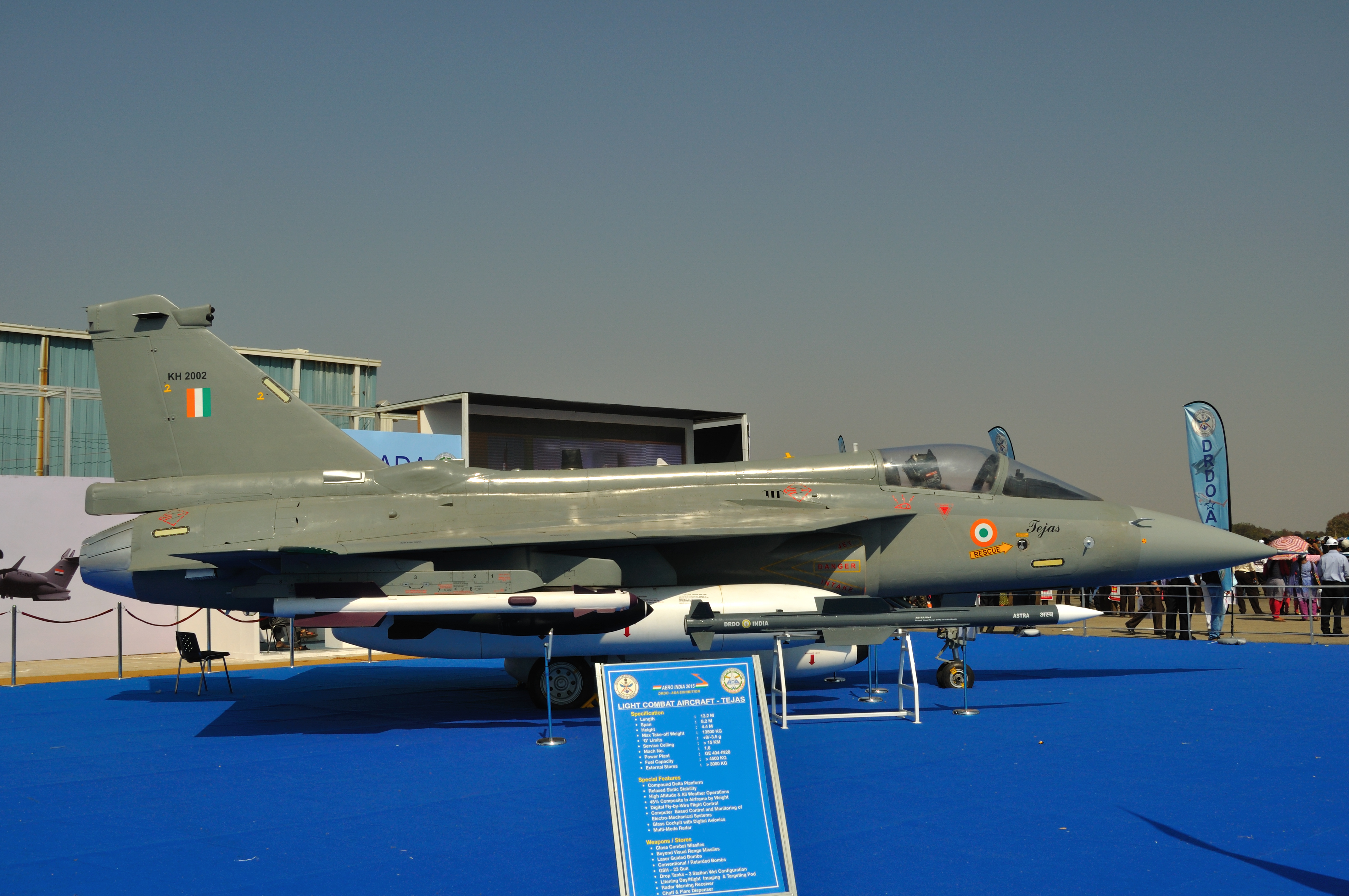
아스트라 미사일, R-73을 장착한 테자스

- External fuel capacity: 2 x 1,200-litre drop tank at inboard, 1 x 725-litre drop tank under fuselage

성능
- 최대속도: 마하 1.8 (2,205 km/h) for FOC version;[8] Mach 1.6 (2,000 km/h) for IOC version;[9][10]
- 항속거리: 3,000 km[8] (1,620 nmi, 1,864 mi)
- 전투행동반경: 500 km[11] (270 nmi, 311 mi)
- 최대항속거리: 1,700 km[11] (1,056 mi)
- 상승한도: 15,240 m[3] (50,000 ft)
- 날개하중: 247 kg/m² (50.7 lb/ft²)
- 추력대중량비: 1.07[3]

- g-limits: +8/−3.5 g[12]

무장
- 기관포: 1× 마운트 23 mm twin-barrel GSh-23 기관포, 220발
- 무기장착점: 8 ( 1× beneath the port-side intake trunk for targeting pods, 6× wing, and 1× fuselage) 3,500 kg external fuel and ordnance[13],다음의 조합이 가능함:
  - 로켓: S-8 rocket 포드, Bofors 135 mm 로켓
  - 미사일: 

    - 공대공 미사일: 아스트라, 더비[14], 파이썬-5, R-77, R-73
    - 공대지 미사일: DRDO Anti-Radiation Missile[15], Kh-59ME (TV유도), Kh-59MK (레이저유도)
    - 공대함 미사일: Kh-35, Kh-31

  - 폭탄: [16]
    - KAB-1500L 러시아 레이저유도폭탄
    - GBU-16 Paveway II 미국 레이저유도폭탄
    - FAB-250
    - ODAB-500PM fuel-air explosives
    - ZAB-250/350 incendiary bombs
    - BetAB-500Shp powered concrete-piercing bombs
    - FAB-500T gravity bombs
    - OFAB-250-270 gravity bombs
    - OFAB-100-120 gravity bombs
    - RBK-500 cluster bomb stake

  - 기타: [16]
    - 드롭탱크
    - 라이트닝 타게팅 포드[17][18]

항공전자장비
- Hybrid version of 이스라엘 Elta EL/M-2032 멀티모드 화력통제레이다[19]

## 같이 보기
- HAL AMCA

## 참고 문헌
- 2010년 1월호 월간항공